# تئاتر نوولو
تئاتر نوولو (انگلیسی: Novello Theatre) یک سالن نمایش در لندن، انگلستان است.
این سالن تئاتر که در خیابان آلدویچ قرار دارد در سال ۱۹۰۵ میلادی تأسیس شده و جزئی از تئاتر وست اند محسوب می‌شود. تئاتر نوولو دارای ۱٬۱۰۵ نفر ظرفیت می‌باشد.